# Game Informer
Game Informer (GI) es una revista estadounidense mensual que incluía artículos, noticias, estrategias y críticas de videojuegos y consolas. Fue fundada en agosto de 1991 por FuncoLand y tiene su sede en la ciudad de Minneapolis. La revista tiene cerca de tres millones de suscriptores, lo que la convierte en la revista de videojuegos con mayor circulación y, en el primer cuatrimestre de 2009, estaba situada entre las doce revistas con mayor tirada. Actualmente Game Informer es una de las cuatro revistas más vendidas entre el público masculino de entre 18 a 34 años.
La revista es propiedad de GameStop Corp., empresa matriz de la minorista de videojuegos del mismo nombre, que compró Funcoland en 2000. Debido a esto gran parte de la promoción se hace en las propias tiendas, que ha contribuido enormemente a su amplia suscripción.
Game Informer fue completamente rediseñada —tanto la revista como su sitio web— en noviembre de 2009, justo antes del lanzamiento de su 200.º número en diciembre de ese mismo año. Como celebración de ese número especial, la revista calificó The Legend of Zelda como el mejor videojuego de todos los tiempos.

## Historia

### Evista
La primera edición de Game Informer se publicó en agosto de 1991 y constaba de 6 páginas. Inicialmente, la revista se publicaba cada dos meses, pero desde noviembre de 1994, se convirtió en una publicación mensual.
Desde 2001, la posición de editora en jefe de la revista ha sido ocupada por Cathy Preston, miembro del equipo de producción desde 2000. Bajo su dirección, la revista se ha convertido en una parte integral del programa de clientes leales de GameStop, Power Up Rewards.
En 2010, Game Informer alcanzó una circulación de 5 millones de copias y se convirtió en la quinta revista más vendida en los Estados Unidos, superando a otras revistas populares como Time, Sports Illustrated y Playboy. Para 2011, Game Informer alcanzó una circulación de 8 millones de copias y se elevó al tercer lugar, solo superado por dos publicaciones de la AARP (Asociación Estadounidense de Personas Jubiladas). Sin embargo, en 2014, la revista solo logró vender 6.9 millones de copias y descendió al cuarto lugar. Datos más recientes indican que la revista aún mantiene esta posición con 7 millones de copias vendidas. Se cree que el éxito comercial de Game Informer se debe a su relación con los editores, la asociación con GameStop, y la falta de competencia significativa en el campo de los medios de comunicación de videojuegos.
La edición de abril de Game Informer incluye la característica anual "Game Infarcer", que es una broma del Día de los Inocentes. En la portada, aparece la frase "La revista de juegos falsa número 1 en el mundo", que normalmente sería "La revista de videojuegos número 1 en el mundo", con la palabra "Falsa" ubicada al final de la portada. Se dice que Darth Clark, el ficticio editor en jefe, escribe los artículos de Game Infarcer y envía cartas de odio a Game Informer cada año. Las respuestas apasionadas a los artículos ficticios suelen aparecer en números posteriores de Game Informer.